# Humán papillomavírus
A humán papillomavírus (rövidítve HPV, vagy más néven emberi papillomavírus) egy DNS-víruscsoport, mely a bőrön és a nyálkahártyákon okoz elváltozásokat. 2013-ig több mint 170 különböző humánpapillomavírus-típust azonosítottak.
A HPV igen gyakran előforduló vírus. Az egész világot tekintve, a HPV az egyik legelterjedtebb szexuális úton terjedő vírus; a világ lakosságának 80%-a (5-ből 4 ember) a vírus valamely fajtájával megfertőződik életében legalább egyszer.
A HPV-fertőzések legnagyobb része nem okoz tüneteket, és magától elmúlik. Néhány emberben viszont a vírusok fennmaradnak, és egy részükben szemölcsöt illetve rákmegelőző állapotot jelentő hámfelmaródást (léziót) okoznak. E rákmegelőző bőrállapot növeli az esélyét a méhnyak, szeméremajkak, hüvely, pénisz, végbélnyílás, száj és torok rákos megbetegedései kialakulásának. Mivel a HPV-fertőzések döntő része spontán megszűnik, a legtöbb ember nem is tudja, hogy fertőzött volt.
A több mint 170 típusból legalább 40 típus szexuális úton átvihető, és a nemi szerveken és a végbélnyíláson okoz fertőzést. A hosszú távon fennmaradó HPV-fertőzés rizikófaktorai: a szexuális élet megkezdésének koraisága, a partnerek száma, a dohányzás és az immunrendszer gyengesége.

## A HPV életciklusa, szaporodása

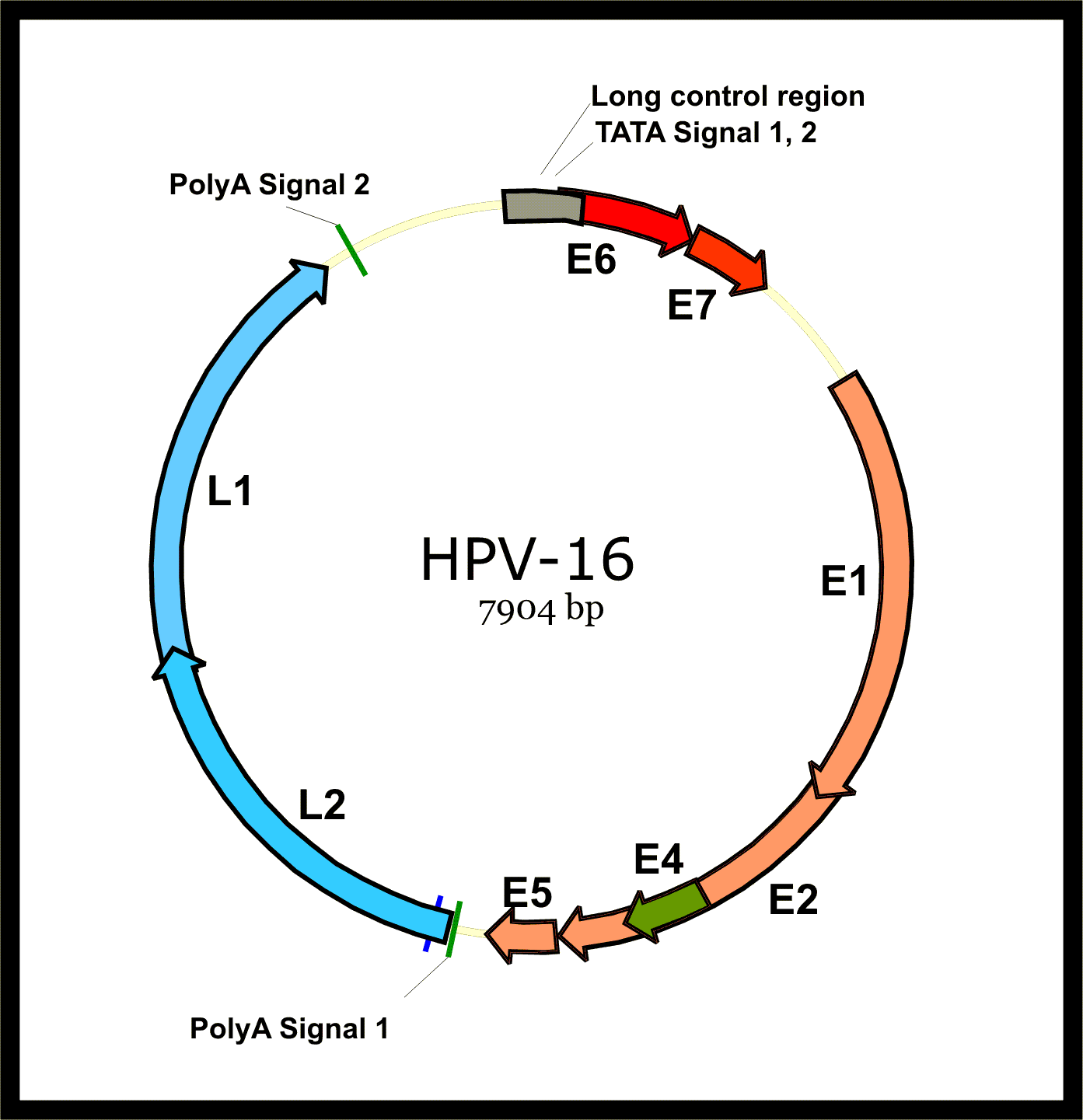
A HPV16 genomja

A vírusok nem képesek önmagukban szaporodni. Ehhez mindig egy magasabbrendű élő sejt közreműködése szükséges. A DNS-vírusok - így a HPV is - DNS-ből épülnek fel, vagyis ugyanabból az örökletes anyagból, amely a növényi, állati, emberi sejtek működését is szabályozza. A vírusok – bejutva a szervezetbe – beépülnek az egészséges sejtekbe, köztük olyanokba is, amelyek a szövetek saját elöregedett sejtjeit pótolja. A sejtek normális működését úgy „kódolják át”, hogy többé azok már nem csak a körülöttük lévő szövetek épségének fenntartását végzik, hanem a bennük lévő vírusokat is megsokszorozzák. Az átkódolás visszahat a gazdasejt saját életműködésére is. Így például a humán papillomavírus kikapcsolja a sejtben lévő védekező mechanizmusokat, amelyek saját örökítő anyagának (DNS-ének) épségéért felelősek. Ezután a fertőzött sejt kevésbé képes kivédeni a benne lévő vírus vagy a környezetből bejutott rákkeltő anyagok további DNS-t károsító hatását. Ez olyan láncreakciót indíthat meg, amelynek következtében a sejt fokozatosan elveszti a környező sejtekkel való kapcsolattartás képességét, egyre gyakrabban és szabályozatlanul osztódik, végül ráksejtté alakul át.

## A HPV-fertőzéshez kapcsolódó betegségek

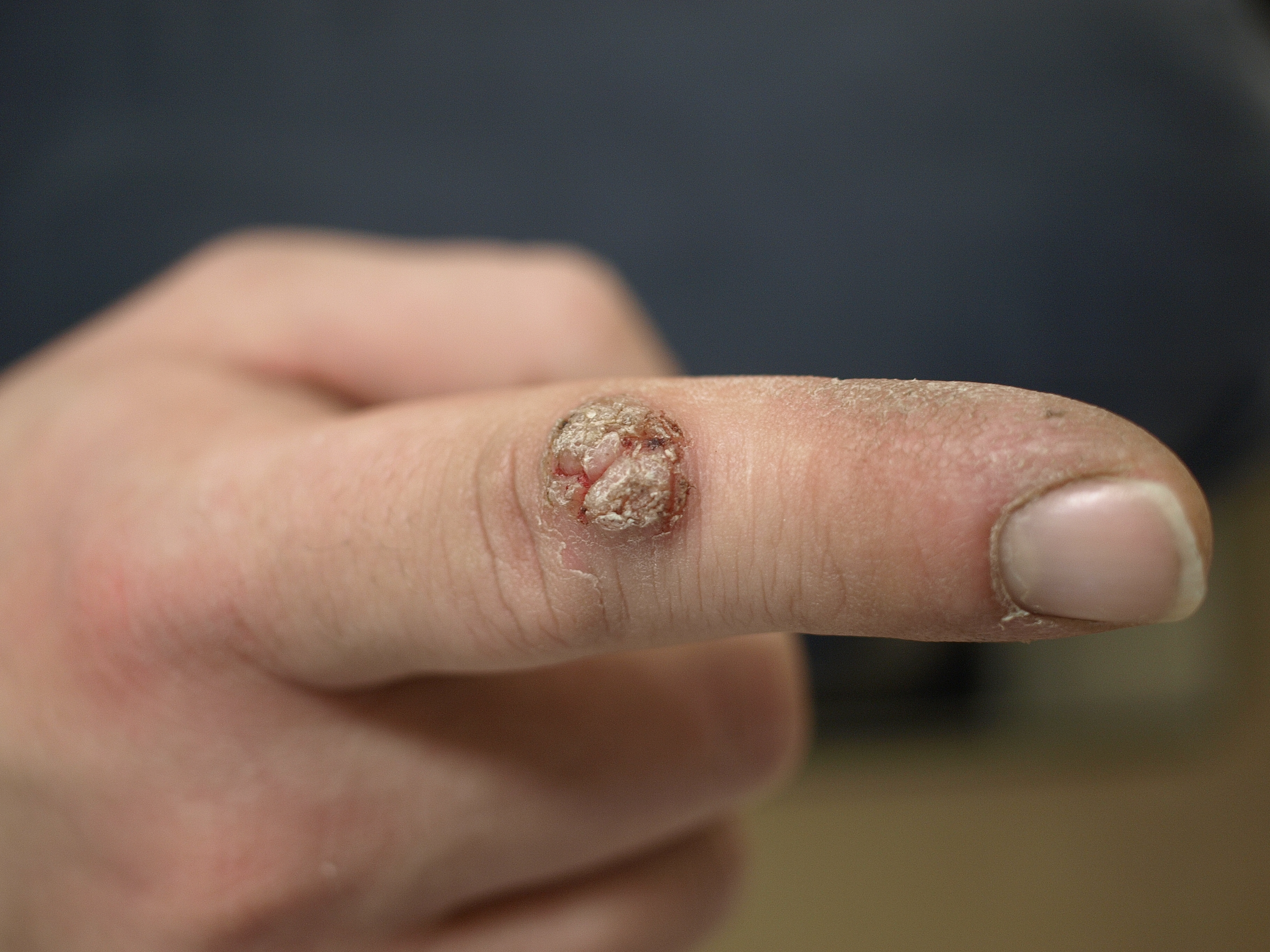
Közönséges szemölcs a bőrön

A HPV-törzsek egyik csoportja csak jóindulatú hámelváltozást (szemölcs) okoz, ami könnyen eltávolítható. A papillomavírusok másik csoportja „rák előtti állapotot” és rosszindulatú daganatot kialakulását segíti elő, de nem egyforma erősséggel, és különböző  - akár évtizedekig tartó -  lappangási idő után, mert több más külső tényező is szükséges a daganat kialakulásához. A HPV az egész világon megtalálható, és legalább 100 alfaja különböztethető meg, melynek egy része a bőrt, másik része a nyálkahártyát támadja meg. Ezek közül mintegy 60-féle törzs a nemi szervek tájékán, a genitális traktusban, a méhnyak, a szájüreg, a garat, a gége, a nyelőcső, a végbélnyílás környéki régió vagy a hímvessző hámján található. A HPV a ma ismert leggyakoribb szexuális úton fertőző ágens. A szájnyálkahártya fertőzése legtöbbször orális szex útján következik be, de szüléskor a fertőzött anyáról is ráterjedhet az újszülött szájnyálkahártyájára.

### Szemölcsök
A HPV okozta bőrfertőzések rendkívül gyakoriak. Ezek közül a nem rákos jellegű sejtburjánzásokat szemölcsnek (verrucca) nevezik. A bőr szemölcsei a leggyakoribbak a gyerekkorban, jellemzően hetek-hónapok alatt megjelennek majd spontán elmúlnak. A felnőttek mintegy 10%-a szenved kiújuló szemölcsöktől.

### Méhnyakrák
A méhnyakrák világszerte a nőket fenyegető második leggyakoribb rosszindulatú daganat. A világon 550 ezer méhnyak- és egyéb rák kialakulásáért felelős, mely az összes daganatos megbetegedések 6,1%-a. Az epidemiológiai vizsgálatok kimutatták, hogy a méhnyakrákok és az egyéb genitális karcinómák több mint 90%-a összefügg a humán papillomavírussal (HPV).

## HPV-típusok rizikócsoportjai
- magas rizikójú: HPV16, 18, 31, 33, 35, 39, 45, 52, 53, 56, 58, 59, 66, 67, 68, 70
- átmeneti rizikójú: HPV40, 42, 43, 51, 54, 61, 62, 69, 71, 72, 73, 77, 82, 83, 84, 86, 87
- alacsony rizikójú: HPV6, 11, 44, 55, 74

## A HPV kialakulásának története
Néhány, a világon szétszórtan előforduló ritka HPV-variáns jelenlétét kimutatták a legalább 12 000 éve elszigetelt közösségekben élő dél-amerikai indiánoknál is. Ez a megfigyelés azt a feltevést támasztja alá, hogy a papillomavírus már azelőtt megjelent, hogy az emberi faj kialakult és az egyes etnikai csoportok szétváltak volna.

## HPV-fertőzés diagnosztizálása
A lappangási időszakban a vírus elrejtve, de mindvégig jelen van a fertőzött sejtekben, és így mód van a HPV-fertőzés felderítésére és a védekezésre. A vírus többféleképpen is kimutatható.

### Méhnyak citológiai vizsgálata (Pap-teszt)
A HPV-re utaló jellegzetes elváltozások a hüvely és a méhnyak nyálkahártyájának sejtjeiben kimutathatók. A méhnyakrák citológiai szűrése alkalmával a méhnyak sejteiből vett kenet vizsgálatakor a citológus jelzi a HPV valószínűségét a szűrővizsgálatot kérő nőgyógyásznak. A citológiai kép csak a fertőzés meglétére utal, de ezen az alapon nem lehet meghatározni, hogy alacsony, átmeneti vagy magas rizikójú fertőzésről van-e szó. Ezután a nőgyógyász újabb sejtmintát küldhet a speciálisan felkészült laboratóriumokba, ahol a HPV-kimutatás és típusmeghatározás is elvégezhető. A választott módszer attól is függ, hogy kevés vagy sok vírus van-e jelen a nyálkahártya sejtjeiben. Erős fertőzés esetén a vírusok burokfehérjéje speciális szöveti immunreakcióval a sejtmagokban láthatóvá tehető.
Elviekben hasonló módszerrel a vérben keringő vírusfehérje-ellenes anyag is kimutatható. Más esetben géntechnológiai eljárásokat kell alkalmazni. A legérzékenyebb vírusazonosítási eljárás az úgynevezett polimeráz-láncreakció, amelynek segítségével akár a csupán egy-két sejtben megbúvó néhány vírus is megtalálható. HPV-tipizálás szükséges az alacsony, az átmeneti vagy a magas rákkockázat meghatározásához, a fertőzés megelőzésének elősegítéséhez és adott esetben a vírusellenes vakcináció stratégiájának kialakításához.

## Megelőzés
A HPV-fertőzés a világ egyik leggyakoribb szexuális úton terjedő betegsége. Megelőzésének módszerei: tartózkodás a szexuális élettől, óvszer használata, oltás és mikróbaölő szerek használata.

### Oltások
Az oltás terápiás célra nem alkalmas, a vírussal fertőzöttek számára nem segíti elő a már meglévő betegségekből való felgyógyulást, ezért célszerű az oltást már a szexuális élet megkezdése előtt beaddatni, és így korai védettséget kialakítani, megakadályozva ezzel a szexuális tevékenység során történő vírusfertőződést. Az oltásokat 9 éves kortól ajánlják beadatni.

### Óvszerek
A férfiak által használt gumióvszer nyújt bizonyos védelmet a HPV-fertőzések és a kapcsolódó méhnyakelváltozások megelőzésében. Úgy tűnik azonban, nem olyan hatékony, mint más szexuális úton terjedő betegségek ellen, mert a humán papillomavírus egyéb bőr valamint nyálkahártya területen is fertőzhet óvszer használata ellenére. A női óvszerek valamelyest nagyobb biztonságot nyújtanak, mert kevesebb nyálkahártya/bőrfelület marad szabadon érintkezéshez. Viszont a már fertőzött egyénekben való nemi úton történő továbbterjedés ellen hatásos lehet a rendszeres óvszerhasználat.

### Mikróba- és baktériumölőszerek
Folyamatban lévő kutatások szerint több olcsó vegyi anyagot fel lehetne használni a humán papillomavírus terjedése ellen a szexuális kapcsolat létesítése előtt a nemi szervekre alkalmazva. Ezek a lehetséges anyagok felszíni mikróbaölőszerek, amelyeket most vizsgálnak klinikai hatékonyságukat kutatva. Egy közelmúltban készült tanulmányban jelzik, hogy néhány síkosító márkában lévő tengeri moszatfajta megakadályozza/megelőzi a HPV-vel való fertőzést állatkísérletekben. 2010-ben a Nemzetközi Papillomavírus Konferencián bejelentették, hogy klinikai vizsgálatok szerint a Carraguard tengeri moszat alapú intim síkosító termék hatékonyan megelőzi a nők HPV-vel való fertőzését. Ezen eredmények alapján valószínűsíthető, hogy a hasonlóan tengeri moszat alapú Divine No 9, Bioglide és Oceanus Carrageenan szintén ilyen hatással bír.
Külső bőrfelszínen megjelenő szemölcsökre a fokhagyma hatásosnak bizonyul, 2-4 hét elteltével a lógó szemölcsök leszáradnak a friss fokhagymától. Még további vizsgálatok szükségesek, hogy más HPV ágensre is hatásos-e.

## Teendők HPV-fertőzés esetén
- Ha a rákkeletkezés szempontjából alacsony kockázatú vírusfertőzésről van szó, és nincs látható nyálkahártya-elváltozás, elég a rendszeres citológiai vizsgálat.
- Ha a nőgyógyászati vizsgálat kóros elváltozást derített fel, és különösen, ha a magas kockázatú HPV 16 fertőzés is fennáll, de rosszindulatú daganat még nem alakult ki, a kóros területet egyszerű műtéttel (konizáció) el lehet távolítani. A műtét akkor is elvégezhető, ha már súlyosabb, rákot megelőző állapot áll fenn. Ez nem befolyásolja a későbbi fogamzóképességet. Műtét után sokszor már nem lehet kimutatni HPV-fertőzést, néha azonban még visszamaradhatnak rejtett vírusok. Ezért, valamint az újrafertőzés veszélye miatt érdemes továbbra is rendszeres citológiai szűrővizsgálatot kérni. Újabban egy ígéretes HPV-ellenes gyógyszer klinikai bevezetésének előkészítése folyik, ami esetleg feleslegessé teszi ezt az egyszerű műtétet is, vagy segít a megelőzésben.
- Ha a méhnyakrák kialakult, a méhet el kell távolítani. A műtét típusa és a műtétet követő utókezelés módja a daganat korai vagy előrehaladott stádiumától függ. A leginkább előrehaladott méhnyakrákok esetén sugár- vagy gyógyszeres kezelést alkalmaznak.
- Külső bőrfelszínen megjelenő szemölcsökre a fokhagyma hatásosnak bizonyul, 2-4 hét elteltével a lógó szemölcsök leszáradnak a friss fokhagymától. Még további vizsgálatok szükségesek, hogy más HPV ágensre is hatásos-e.
- Jó remények vannak, arra hogy a jövőben hatásos antivirális készítményt lehet majd előállítani a fokhagymából, ezzel sok ember életet pedig megmenteni.[8]

## Férfiak HPV-fertőzöttsége
HPV-vírussal a férfiak is megfertőződhetnek, de esetükben a tünetek általában gyorsabban észrevehetők, mivel ezek a leggyakrabban a péniszen alakulnak ki.
A férfiak részéről fennáll a visszafertőzés veszélye, azaz egy vírushordozó férfi újra megfertőzheti a betegségéből kigyógyult partnerét – akár hüvelyi, akár orális szexről van szó. Ezért javasolt, hogy az a férfi, akinek partnerét méhnyakrákkal vagy rákmegelőző állapottal kezelték, végeztessen el egy olyan vizsgálatot, amelynek során megállapítják, hogy ő maga fertőzött-e a HPV vírussal. Ezeket a vizsgálatokat már számos nemi gyógyászati rendelőben elvégzik. Amennyiben a vizsgálat HPV-fertőzést igazol, de nincs látható hámelváltozás a nemi szerven, akkor általában a fertőzött sejtréteg – alulról felfelé pótlódva – 2-3 hónap alatt lelökődik.